# Никита (филм)
Никита (фр. La Femme Nikita) је акциони трилер из 1990. године у режији Лика Бесона. Главне улоге играју: Ан Паријо, Жан-Иг Англад и Чеки Карјо.

## Радња
Никита (Ан Паријо) је тинејџерка која живи живот у анархији, насиљу и зависности од дрога. Једне ноћи, саучествује у пљачки апотеке, али та пљачка пође наопако. Долази до ватреног обрачуна са локалном полицијом, током чега гине један од њених саучесника. У наркоманској кризи, она убија полицајца. Никиту хапсе, суде јој за убиство и осуђују на доживотну затворску казну. 
У затвору, њени заробљивачи јој убризгавају инјекцију, да би изгледало да је извршила самоубиство предозирањем средством за смирење. Али, уместо да умре, она се буди у некој просторији без икаквих посебних обележја, где јој човек углађеног али истовремено тврдокорног изгледа по имену Боб (Чеки Карјо) саопштава да је званично мртва и сахрањена, али да ће заправо морати да ради за тајанстевну владину агенцију звану Центар. Боб јој даје избор да постане тајни убица за потребе владе или да истински буде смештена у парцелу свога лажног гроба. После извесног периода пружања отпора, она бира каријеру убице и постепено се покаже да је надарена за то. Уче је раду са компјутерима, борилачким вештинама и руковању ватреним оружјем. Њена тренерка Аманда (Жана Моро) преображава њен изглед од пропале наркоманке у прелепу фаталну даму. 
Њена прва мисија је убиство страног дипломате у крцатом ресторану. Истовремено то је њен завршни тест. Пошто га је прошла, она почиње нови живот у Паризу под именом Марија као агент на чекању. Упознаје се са Марком (Жан-Иг Англад) и убрзо се између њих развија интимна веза, иако Марко не зна ништа о њеној правој професији. Марка занима њена прошлост и да би му задовољила радозналост она позива Боба на вечеру као свога „чику“. Боб најпре приповеда измишљене приче о „Маријином“ детињству, а онда им даје карте за Венецију, наводно као веридбени поклон. Међутим, испоставља се да је одлазак у Венецију само кринка за још један задатак за Никиту. Са прозора хотелске собе која је изабрана као савршено место за бусију она успева да устрели жртву, а оружје сакрива од Марковог погледа у кади пуној запењене воде. 
Никитина каријера агента-убице успешно се наставља све до тренутка када једна мисија са крађом докумената из стране амбасаде пође наопако. Из Центра шаљу Виктора, суровог „Чистача“, да уништи све доказе, укључујући и уклањање још живог сведока помоћу киселине. Приликом бекства из амбасаде, Виктор несебично заштити Никиту, али сам погине.
Приликом њиховог следећег сусрета, Марко саопштава Никити да је разоткрио њен тајни живот и убеђује је да се повуче и нестане. После њеног одласка, Боб открива да је Никита напустила Центар и долази у њен апартман где га чека Марко. Боб каже Марку да је Никита и даље у опасности све док код себе држи тајна документа из амбасаде. На то му Марко предаје комплетна документа. Они се потом сложе да ће Никита недостајати обојици.

## Улоге
| Глумац        | Улога           |
| ------------- | --------------- |
| Ан Паријо     | Никита          |
| Жан-Иг Англад | Марко           |
| Чеки Карјо    | Боб             |
| Жана Моро     | Аманда          |
| Жан Рено      | Виктор „Чистач” |
| Жак Буде      | Хемичар         |
| Марк Дуре     | Рико            |

## Утицај
Филм је доживео два римејка (хонконшки Црна мачка из 1991. у режији Стивена Шина и амерички Тачка без повратка из 1993. у режији Џона Бедема). Од њега су настале и две ТВ серије, канадска La Femme Nikita, која приказује радњу Бесоновог филма и америчка серија Никита, која представља наставак. Бесонов филм је такође видљиво утицао на јужнокорејски филм из 2017. The Villainess.